# Декакарбонилдимарганец
Декакарбонилдимарганец — карбонильный комплекс марганца состава Mn2(CO)10. Представляет собой диамагнитные жёлтые кристаллы, не растворимые в воде, но растворимые в органических растворителях. Находит применение при получении порошкообразного марганца и нанесении марганцевых покрытий.

## Получение
- Действие на хлорид марганца(II) монооксидом углерода под давлением:

{\displaystyle {\mathsf {2MnCl_{2}+10CO\ {\xrightarrow {p,Al(C_{4}H_{9})_{3}}}\ Mn_{2}(CO)_{10}+2Cl_{2}\uparrow }}}

## Химические свойства
- Разлагается при нагревании:

{\displaystyle {\mathsf {Mn_{2}(CO)_{10}\ {\xrightarrow {110^{o}C}}\ 2Mn+10CO}}}
- реагирует с концентрированными серной и азотной кислотами:

{\displaystyle {\mathsf {Mn_{2}(CO)_{10}+4H_{2}SO_{4}\ {\xrightarrow {}}\ 2MnSO_{4}+10CO\uparrow +2SO_{2}\uparrow +4H_{2}O}}}
{\displaystyle {\mathsf {Mn_{2}(CO)_{10}+8HNO_{3}\ {\xrightarrow {}}\ 2Mn(NO_{3})_{2}+10CO\uparrow +4NO_{2}\uparrow +4H_{2}O}}}
- В растворе в диоксане или жидком аммиаке реагирует с щелочными металлами:

{\displaystyle {\mathsf {Mn_{2}(CO)_{10}+2Na\ {\xrightarrow {}}\ 2Na[Mn(CO)_{5}]}}}
- При реакции бензольного раствора с амальгамой натрия образуется водородсодержащий карбонил:

{\displaystyle {\mathsf {Mn_{2}(CO)_{10}+2Na_{(Hg)}+2H_{2}O\ {\xrightarrow {}}\ 2H[Mn(CO)_{5}]\downarrow +2NaOH}}}
- Тот же результат получится при реакции с водородом под давлением:

{\displaystyle {\mathsf {Mn_{2}(CO)_{10}+H_{2}\ {\xrightarrow {200^{o}C,p}}\ 2H[Mn(CO)_{5}]}}}

## Биологические свойства
Вещество токсично. При попадании в организм выделяет молекулярный газотрансмиттер — моноксид углерода, благодаря чему рассматривается в качестве одного из экспериментальных способов терапии раковых заболеваний.